# Fernanda Emerick
Fernanda Emerick da Silva Rangel (Araraquara, 1 de setembro de 1958) é uma ex-voleibolista indoor brasileira atuante na posição de Ponta em clubes nacionais e internacionais ; também integrou  desde as categorias de base a Seleção Brasileira e sagrou-se tricampeã do Campeonato Sul-Americano Juvenil nos anos de 1974, 1976 e 1978. Na seleção principal conquistou a medalha de bronze nos Jogos Pan-Americanos de 1979 em Porto Rico, foi campeã do histórico Campeonato Sul-Americano de 1981 no Brasil, promovendo a interrupção da supremacia  continental peruana.Ainda pela seleção disputou o Campeonato Mundial de 1978 na extinta União Soviética e participou de duas edições dos Jogos Olímpicos de Verão, a primeira em 1980 em Moscou e a outra em 1984 em Los Angeles.

## Carreira
Natural de Araraquara,  nesta residiu com seu pai Nelson Monteiro da Silva, conceituado médico ortopedista desta cidade,  e sua saudosa mãe dona Yolanda, além de seus irmãos: Renato (empresário em São Paulo), Nelson Monteiro da Silva Filho (médico ortopedista  no Rio de janeiro)  e a Renata que reside  com o pai em  sua terra natal.
A descoberta do voleibol  como sua paixão ocorreu por volta dos seus 12 anos de idade no Colégio Progresso, incentivada pelo professor Hélio Sene e disputando torneios locais como os Jogos da Primavera e depois, pela seleção local, o time CCE, o atual Fundesport e também os Jogos Regionais e os Abertos do Interior  e paralelamente já desabrochava sua outra paixão: o desenho, que já vem desde pequena. Até os 13 para 14 anos viveu em sua cidade, quando tentou a sorte em clube grande em São Paulo, seu primeiro grande clube foi o Clube Atlético Paulistano e também desenvolveu a carreira de artista.No Paulistano ingressou na categoria infantil, depois  juvenil e até ser titular no time adulto.
Em 1974 se transfere para  equipe da CA Pirelli e foi convocada para Seleção Brasileira para representá-la na categoria juvenil  visando o Campeonato Sul-Americano  Juvenil de 1974, e competiu neste obtendo a medalha de ouro, repetindo na mesma categoria e campeonato o bicampeonato em 1976 na edição sediada em La Paz  e o tricampeonato em 1978 no Rio de Janeiro .
No ano seguinte conquista a prata no XII Campeonato Sul-Americano de 1977 em Lima-Peru e também disputou  pela seleção juvenil o Campeonato Mundial Juvenil de 1977 realizado em São Paulo chegando ao quadrangular final  e perdendo os três jogos desta fase  por 3x0 para as representações do Japão,China e Coreia do Sul terminando na quarta colocação.
Estava  na seleção no ano de 1979 quando disputou os Jogos Pan-Americanos de San Juan-Porto Rico, sendo que na primeira fase representação brasileira terminou em segundo lugar do grupo, com a seguinte campanha: venceu por 3 sets a 0  a seleção dominicana e por W.O a representação das Bahamas, perdendo por 3x0 para Seleção Cubana e venceu representação mexicana por 3x1 e segue na competição disputando o quadrangular final no qual perde novamente para as cubanas por 3x 0, derrotou os EUA por 3x2 e perde para a seleção peruana, conquistando assim a medalha de bronze.
Em 1980 era requerida não só pelas equipes nacionais, como pelas do exterior, chegou a defender a equipe italiana Mec-Sport Bergamo, realizando um breve estágio por 20 dias e não sendo possível sua transferência devido a portaria da CBV na qual impedia as transferências de atletas da seleção, em compensação lhe deram um contrato milionário na equipe Iglia do Rio de Janeiro, mas ela recusara e neste mesmo ano ao lado de: Ivonete das Neves, Denise Mattioli, Eliana Aleixo,  Rita Teixeira, Jacqueline Silva, Lenice Peluso,  Isabel Salgado, Dôra Castanheira, Ana Paula Mello, Regina Villela e Vera Mossa, disputou a Olimpíada de Moscou de 1980, terminando na sétima colocação.
Após conclusão dos estudos retornou a modalidade e na seleção tinha a difícil missão de substituir  Isabel Salgado  que estava grávida de oito meses.Em tese seria uma tarefa difícil,pois substituiria a melhor jogadora do Brasil e uma das melhores do mundo da época e neste regresso  tinha tudo para não brilhar, pois, foram jogos-treinos contra a forte Seleção Cubana, campeã mundial de 1978 em Moscou e quinta colocada  no ano de 1982 em Lima, mas na primeira partida o Brasil ganhou por incontestáveis 3 sets a 1, sendo Fernanda o grande nome do jogo, usando de sua envergadura e impulsão de 51 cm, partida  realizada em 21 de abril de 1984 no Ginásio do Maracanãzinho, para orgulho do então técnico Enio Figueiredo que afirmou: "Com ela, o equilíbrio da equipe melhora muito" e continuou enaltecendo seu potente ataque e  aproveitamento alto com 80% de eficiência e outra a  enaltecer sua atuação foi a ex-levantadora Jacqueline Silva, destacando que as jogadas com ela exigiam mais velocidade do que com Isabel Salgado, que precisava de bolas altas.
No ano de 1981 uma conquista invicta inesquecível do Campeonato Sul-Americano realizado em Santo André-SP  no qual integrou a equipe que venceu a seleção peruana por 3x2 (8-15, 15-10,  15-11 , 8-15 e 15-6) quebrando uma hegemonia na competição que durava desde 1969, qualificando o país para Copa do Mundo de 1981 e Campeonato Mundial de 1982.Formou-se  em 1983 no curso de  Artes Plásticas na FAAP/SP, ano que se afastou do esporte para dedicar-se a sua graduação e assuntos particulares. Começou a defender a  Seleção Brasileira desde seus 18 anos de idade fazendo parte da equipe por mais de sete anos consecutivos até a Olimpíada de Los Angeles de 1984.
Pela Pirelli conquistou o título do Campeonato Paulista de 1984 e no mesmo ano transferiu-se para o Flamengo/Limão Brahma  jogando  ao lado de Regina Villela, Jacqueline Silva e Regina Uchôa. Disputou os Jogos Olímpicos de Verão de 1984 em Los Angeles-EUA  pela Seleção Brasileira onde ao lado  das  atletas: Jacqueline Silva, Regina Uchôa, Heloísa Roese, Eliane Costa (Lica), Isabel Salgado, Ana Richa, Mônica Caetano, Ida, Sandra Suruagy, Vera Mossa e Luiza Machado, sendo dirigidas por Enio Figueiredo e Jorjão terminaram a na mesma colocação que em Moscou.
Voltou a defender as cores da Supergasbrás em 1985 e foi bicampeã do Campeonato Brasileiro nas temporadas de 1985 e 1986.Jogou  duas temporadas no voleibol italiano em seguida volta ao Brasil e foi morar no Recife-PE  onde se casou com compositor e cantor  Ivo Rangel Neto  cujo nome artístico Bubuska Valença. Em 1993 na capital pernambucana encerrou sua  carreira  jogando inclusive vôlei de praia, modalidade que estava nascendo.
Em entrevista expôs sua visão sobre  os marcos no vôlei brasileiro, pontuando os avanços  em sua estrutura, ocorridos em meados da década de 70, quando ainda  era esporte amador; sem patrocínio e não despertava interesse por parte da mídia e os atletas só recebiam  ajuda de custo apenas  transporte e alimentação; segundo Fernanda as muitos avanços iniciaram em 1977 quando o Brasil sediou Campeonato Mundial Juvenil , quando a CBV resolveu reunir um grupo de atletas talentosas da categoria  em Belo Horizonte por muitos meses, treinando em tempo integral  e estudar paralelamente e afirmou que maior marco foi em 1981 na partida inesquecível da seleção brasileira contra a seleção peruana na final do Campeonato Sul-Americano  sediado em Santo André-SP onde a equipe brasileira quebrou  a longa hegemonia continental das peruanas, daí por diante a modalidade no feminino foi ocupando seu espaço gradativamente.
Em 4 de novembro de 1994, nasce sua filha Carolina Emerick,atualmente é voleibolista e vem seguindo os passos da mãe, subindo de categoria e disputou campeonatos infantil, juvenil e dois brasileiros pela "Seleção Pernambucana Juvenil". Fernanda reside na atualidade em Recife-PE juntamente com seu marido e filha.

## Histórico de Clubes
- 1971-1973:Paulistano
- 1974-1975: Pirelli
- 1975-197: Supergasbrás
- 1980-1980:  Mec – Sport de Bergamo(20 dias)
- 1980-1984: Pirelli
- 1984-1984:Flamengo/Limão Brahma
- 1984-1987: Supergasbrás
- 1991-1993: Voleibol Italiano

## Títulos e resultados
- Jogos Pan-Americanos: 1983[8]
- Campeonato Mundial Juvenil:1977
- Campeonato Brasileiro:1985 e 1986[1]
- Campeonato Brasileiro:1982[17]
- Campeonato Paulista:1984[1]

## Premiações individuais
[carece de fontes?]